# Asarcık
Asarcık est une ville et un district de la province de Samsun dans la région de la mer Noire en Turquie.

## Géographie
| Samsun | Mer Noire | Mer Noire |
| Kavak  | Asarcık   | Çarşamba  |
|        | Lavik     |           |